# Heinrich Althans
Heinrich Althans (* 2. Juli 1905 in Rinteln; † 31. Juli 1984 ebenda) war ein deutscher Politiker und Landrat.

## Leben und Wirken
In den Jahren 1921 bis 1924 war Althans Ortsgruppenleiter des  Jungnationalen Bundes. Er studierte nach dem Abitur am  Gymnasium Rinteln Rechtswissenschaften an der Universität Marburg. Im Jahre 1930 bestand er das Referendar- und 1934 das Assessor-Examen. Dazwischen trat er zum 1. Dezember 1931 in die NSDAP ein (Mitgliedsnummer 818.415) und war Ortsgruppenpropagandaleiter in Rinteln und juristischer Fachberater der NSDAP-Kreisleitung. Nach kurzzeitiger Beschäftigung beim Amtsgericht Rinteln wurde er Justitiar des Polizeipräsidiums Köln. Im folgenden Jahr wurde er als Regierungsassessor an das  Landratsamt Hanau versetzt und im Jahre 1936 mit der Vertretung des Landrats des  Kreises Bütow/Pommern beauftragt. Am 16. Oktober 1938 war die Ernennung zum Regierungsrat und am 11. Februar 1939 der Auftrag zur kommissarischen Verwaltung des Landratsamtes Paderborn. Auf einstimmigen Beschluss des Kreisausschusses vom 17. Juli 1939 wurde Althans am 27. Oktober 1939 zum Landrat des  Kreises Paderborn ernannt. In diesem Amt blieb er bis 1945, als die US-Truppen Paderborn besetzten und er von der britischen Besatzungsmacht interniert wurde. Nach Entlassung aus der Kriegsgefangenschaft im Jahre 1949 wurde Althans für die Haus- und Grundbesitzer in Rinteln tätig und ließ sich dort 1953 als Rechtsanwalt nieder, bis er im November 1957 zum Stadtdirektor der Stadt Rinteln gewählt wurde. In diesem Amt verblieb er bis zum Eintritt in den Ruhestand im Jahre 1969.